# Hornsimptjärnen (vid Fäbodgrenen)
Hornsimptjärnen är en sjö i Vindelns kommun i Västerbotten och ingår i Sävaråns huvudavrinningsområde.